# Wenping
Wenping (kinesiska: 文坪乡, 文坪) är en socken i Kina. Den ligger i provinsen Sichuan, i den sydvästra delen av landet, omkring 400 kilometer söder om provinshuvudstaden Chengdu. Antalet invånare är 3 165. Befolkningen består av 1 541 kvinnor och 1 624 män. Barn under 15 år utgör 36 %, vuxna 15-64 år 58 %, och äldre över 65 år 5,0 %.
Genomsnittlig årsnederbörd är 1 211 millimeter. Den regnigaste månaden är juli, med i genomsnitt 275 mm nederbörd, och den torraste är januari, med 5 mm nederbörd.